# Heliorhodopsin

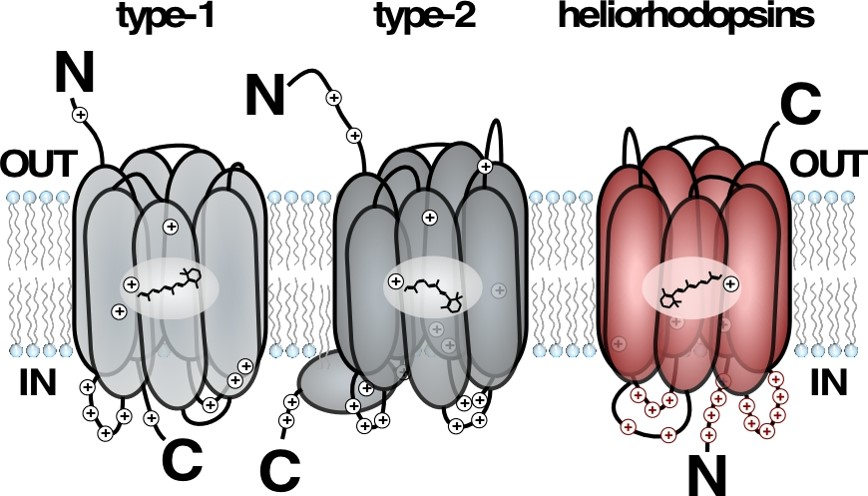
Heliorhodopsin im Vergleich zu Typ-1- und Typ-2-Rhodopsinen. Heliorhodopsin ist das erste bekannte Rhodopsin, bei dem der N-Terminus sich nicht außerhalb der Zellmembran befindet. Die Pluszeichen stehen für positiv geladene Aminosäuren.

Heliorhodopsin ist die Bezeichnung für eine Familie von Rhodopsinen, die 2018 von Alina Pushkarev im Labor von Oded Béjà entdeckt wurde.
Die Proteinsequenz in dieser neuen Familie der Heliorhodopsine unterscheidet sich von den zuvor bekannten Rhodopsinen vom Typ 1 (mikrobiell) und Typ 2 (tierisch).
Heliorhodopsine weisen außerdem im Vergleich zu herkömmlichen Rhodopsinen eine umgekehrte Orientierung in der Membran auf, indem der N-Terminus ins Zellinnere und der C-Terminus ins Zelläußere zeigt.
Heliorhodopsine benutzen all-trans-Retinal als Chromophor und fungieren nicht als Ionenpumpe durch die Membran. Heliorhodopsine sind weltweit verbreitet und kommen in Eukaryonten, Prokaryonten und sogar in einigen Viren vor.
Trotz der weiten Verbreitung sind Heliorhodopsine nie in echten Didermen vorhanden, bei denen der Mikroorganismus von einer echten Doppelmembran umgeben ist (typisch für gramnegative Bakterien).

Kristallstruktur eines Heliorhodopsin-Monomers aus dem Thermoplasmatales Archaeon SG8-52-1.
Quelle: Protein Data Bank: „6IS6“.

Die Kristallstrukturen der Heliorhodopsine deuten darauf hin, dass sie ein Homodimer bilden, eine zum Retinal-Molekül führende Öffnung (englisch fenestration) haben, sowie eine große extrazelluläre Schleife (en. loop), die zur Außenseite der Zelle gerichtet ist.